# Črnomelj község
Črnomelj község Szlovéniában, Délkelet-Szlovénia statisztikai régióban. A község (járás) lakosainak száma 14 580 fő (2002). A község központja Črnomelj városa.
A város Fehér-Krajna központi részén fekszik, a történelmi Alsó-Krajna régió délkeleti részén.

## A község (járás) települései
Adlešiči, Balkovci, Bedenj, Belčji Vrh, Bistrica, Blatnik pri Črnomlju, Bojanci, Brdarci, Breg pri Sinjem Vrhu, Breznik, Butoraj, Cerkvišče, Dalnje Njive, Damelj, Dečina, Desinec, Deskova vas, Dobliče, Doblička Gora, Dolenja Podgora, Dolenja vas pri Črnomlju, Dolenjci, Dolenji Radenci, Dolenji Suhor pri Vinici, Dolnja Paka, Draga pri Sinjem Vrhu, Dragatuš, Dragovanja vas, Dragoši, Drenovec, Drežnik, Črešnjevec pri Dragatušu, Črnomelj, Čudno selo, Fučkovci, Golek pri Vinici, Golek, Gorenja Podgora, Gorenjci pri Adlešičih, Gorenji Radenci, Gorica, Gornja Paka, Gornji Suhor pri Vinici, Griblje, Grič pri Dobličah, Hrast pri Vinici, Jankoviči, Jelševnik, Jerneja vas, Kanižarica, Knežina, Kot ob Kolpi, Kovača vas, Kovačji Grad, Kvasica, Lokve, Mala Lahinja, Mala sela, Mali Nerajec, Marindol, Mavrlen, Mihelja vas, Miklarji, Miliči, Močile, Naklo, Nova Lipa, Obrh pri Dragatušu, Ogulin, Otovec, Paunoviči, Perudina, Petrova vas, Pobrežje, Podklanec, Podlog, Prelesje, Preloka, Pribinci, Purga, Pusti Gradec, Rim, Rodine, Rožanec, Rožič Vrh, Ručetna vas, Sečje selo, Sela pri Dragatušu, Sela pri Otovcu, Sinji Vrh, Sodevci, Srednji Radenci, Stara Lipa, Stari trg ob Kolpi, Stražnji Vrh, Svibnik, Šipek, Špeharji, Talčji Vrh, Tanča Gora, Tribuče, Tušev Dol, Učakovci, Velika Lahinja, Velika sela, Veliki Nerajec, Vinica, Vojna vas, Vranoviči, Vrhovci, Vukovci, Zagozdac, Zajčji Vrh, Zapudje, Zastava, Zilje, Zorenci és Žuniči

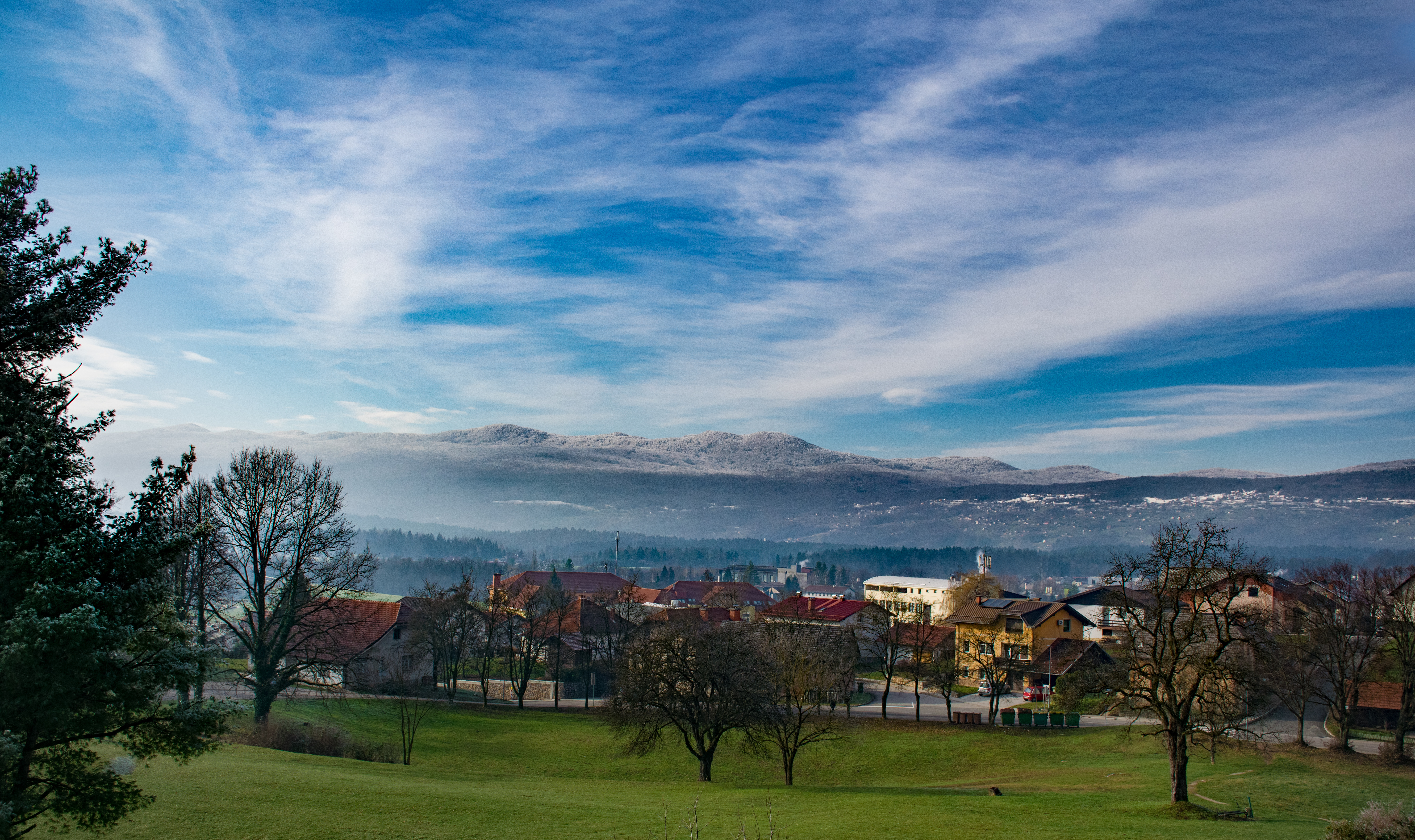
Črnomelj

## Népesség
| Lakosok száma | 14 715 | 14 694 | 14 750 | 14 689 | 14 659 | 14 523 | 14 400 | 14 310 | 14 307 | 14 318 |
|               | 2008   | 2009   | 2011   | 2012   | 2013   | 2015   | 2016   | 2017   | 2019   | 2020   |

## Fordítás
- Ez a szócikk részben vagy egészben  a   Municipality of Črnomelj című angol Wikipédia-szócikk ezen változatának fordításán alapul.  Az eredeti cikk szerkesztőit annak laptörténete sorolja fel. Ez a jelzés csupán a megfogalmazás eredetét és a szerzői jogokat jelzi, nem szolgál a cikkben szereplő információk forrásmegjelöléseként.